# Горбачёв, Андрей Александрович
Горбачёв Андрей Александрович (род. 1970, Воронеж, РСФСР, СССР) — российский балалаечник, лауреат международных конкурсов, заведующий кафедрой струнных народных инструментов РАМ им. Гнесиных (2004), профессор (2010).

## Биография
Родился в 1970 году в Воронеже. Там же окончил детскую музыкальную школу № 1, в 1988 — экстерном — Воронежское музыкальное училище, класс Ивана Викторовича Иншакова. В 1994 году — ГМПИ им. Гнесиных, класс П. И. Нечепоренко.
С 1993 года выступает в ансамбле «Классик-дуэт» с Заслуженной артисткой России (2008) Татьяной Ханиновой (фортепиано). Дуэт гастролирует по России и за рубежом. С 2011 выступает с Народным артистом России (2011) Денисом Мацуевым.
С 2000 года преподаватель РАМ им. Гнесиных. Среди его учеников множество Лауреатов всероссийских и международных конкурсов. А. А. Горбачёвым сыграно около 30 премьер музыкальных произведений.